# Big Trouble in Little China
Big Trouble in Little China (ook bekend als John Carpenter's Big Trouble in Little China) is een Amerikaanse fantasy/martialartsfilm uit 1986, geregisseerd door John Carpenter. De hoofdrollen worden vertolkt door Kurt Russell, Dennis Dun en James Hong.
De film zou oorspronkelijk een western worden, maar scenarioschrijver W.D. Richter moderniseerde het originele scenario nadat hij bij de productie werd betrokken. De productie werd versneld afgerond om de film uit te kunnen brengen voor The Golden Child, een film met een soortgelijk thema. Big Trouble... was commercieel gezien een flop, maar is in de loop der jaren uitgegroeid tot een cultfilm.

## Verhaal
Jack Burton, een vrachtwagenchauffeur, reist samen met zijn vriend Wang Chi af naar de luchthaven van San Francisco om Wangs verloofde Miao Yin op te halen. Zij wordt echter voor hun neus ontvoerd door een Chinese straatbende genaamd de Lords of Death, die haar meenemen naar Chinatown.
Jack en Wang volgen de groep, maar belanden in China Town midden in een gevecht tussen twee rivaliserende groepen; de "Chang Sing" en de "Wing Kong." De "Wing Kong" heeft enkele leden met bovennatuurlijke krachten in haar gelederen: Thunder, Rain en Lightning. Zij doden de leden van de Chang Sing. In een poging te ontsnappen, rijdt Jack de leider van de Wing Kong omver; een tovenaar genaamd Lo Pan. De Lords of Death blijken voor hem te werken.
Wang en Jack kunnen aan Lo Pan en zijn bende ontkomen en vluchten naar een restaurant. Daar ontmoeten ze advocate Gracie Law, Wangs vriend Eddie Lee, en de Chinese magiër Egg Shen. Hij vertelt hen meer over Lo Pan. Lo Pan is een krijger en tovenaar, die 2000 jaar geleden werd verslagen en vervloekt door keizer Qin Shi Huang omdat hij had geprobeerd de macht te grijpen. Door de vloek is hij gedwongen tot in de eeuwigheid op aarde te blijven als een soort geest. Pas als hij met een meisje met groene ogen trouwt zal hij weer sterfelijk worden, en als hij dit meisje vervolgens opoffert zal de geest van de keizer hem zijn wandaden vergeven. Hij heeft Miao Yin om deze reden laten ontvoeren.
Jack infiltreert in Lo Pans schuilplaats maar slaagt er niet in Miao Yin te bevrijden. In plaats daarvan wordt echter ook Gracie gevangen daar zij eveneens groene ogen heeft. Lo Pan onderwerpt beide vrouwen aan een test en beide slagen. Hij besluit met allebei te trouwen en daarna Gracie op te offeren. Jack en co. worden gevangengenomen maar kunnen later ontsnappen. Samen met Egg Shen en Chang Sing zetten ze de tegenaanval in.
Via een ondergrondse gang dringt de groep Lo Pans schuilplaats binnen. Ze wachten tot Lo Pan zijn huwelijksceremonie voltooit zodat hij weer sterfelijk wordt, en vallen dan aan. Wang verslaat Rain in een zwaardgevecht en bevecht vervolgens Thunder. Egg Shen en Jack nemen Lo Pan voor hun rekening. Jack doodt Lo Pan uiteindelijk met zijn mes. Thunder pleegt vervolgens zelfmoord door zichzelf op te blazen. Egg Shen doodt ten slotte Lightning door een standbeeld op hem te gooien.
Nu Lo Pan verslagen is, besluit Egg Shen op vakantie te gaan. Jack vertrekt ook, niet wetende dat een van Lo Pans monsters zich achter zijn vrachtwagen heeft verstopt.

## Rolverdeling
| Acteur       | Personage    |
| ------------ | ------------ |
| Kurt Russell | Jack Burton  |
| James Hong   | David Lo Pan |
| Dennis Dun   | Wang Chi     |
| Victor Wong  | Egg Shen     |
| Kim Cattrall | Gracie Law   |
| Suzee Pai    | Miao Yin     |
| Kate Burton  | Margo        |
| Donald Li    | Eddie Lee    |
| Carter Wong  | Thunder      |
| Peter Kwong  | Rain         |
| James Pax    | Lightning    |
| Chao Li Chi  | Oom Chu      |
| Jeff Imada   | Needles      |

## Achtergrond

### Scenario
De eerste versie van het scenario werd geschreven door Gary Goldman en David Weinstein. Het was hun eerste opdracht voor een film. Goldman liet zich voor het scenario inspireren door een reeks martialartsfilms, die volgens hem bol stonden van de opvallende acties en speciale effecten. De twee maakten van de film een western, met Jack Burton als een cowboy. Ze wilden met hun scenario Chinese fantasy vermengen met typische westernelementen. In de zomer van 1982 gaven ze het scenario aan producenten Paul Monash en Keith Barish. Monash vond het scenario echter niet geslaagd, mede vanwege de keuze voor de tijdsperiode. Goldman wilde echter niet het scenario herschrijven, dus werden hij en Weinstein van het project afgehaald.
20th Century Fox huurde hierop de reeds ervaren scenarioschrijver W.D. Richter in (bekend van onder andere The Adventures of Buckaroo Banzai). Hij moderniseerde het verhaal naar de jaren 80 van de 20e eeuw. Het enige onderdeel uit het oorspronkelijke scenario dat gespaard bleef, was Lo Pans achtergrondverhaal. Richter liet zich voor zijn versie van het scenario onder andere inspireren door Rosemary's Baby. Hij voltooide zijn scenario in 10 weken tijd. Goldman en Weinstein wilden ondanks dat ze niet meer bij het project betrokken waren toch vermeld worden op de aftiteling, maar Fox wilde alleen Richters naam vermelden. In maart 1986 besliste de Writers Guild of America, west dat Goldman en Weinstein recht hadden op een vermelding.
Regisseur John Carpenter bracht zelf ook nog wat wijzigingen aan in het scenario. Zo gaf hij het personage Gracie Law meer connecties met China Town en liet enkele actiescènes weg. Ook werden enkele scènes die als beledigend konden worden gezien voor de Amerikaans-Chinese bevolking weggelaten.

### Acteurs
Vanwege de concurrentie met The Golden Child, waarin Eddie Murphy de hoofdrol vertolkte, wilde Carpenter voor Big Trouble in Little China ook een grote ster in de hoofdrol. Zowel Clint Eastwood als Jack Nicholson werden benaderd voor de rol, maar sloegen deze af omdat ze het al te druk hadden. Kurt Russell was aanvankelijk ook niet geïnteresseerd omdat hij andere ideeën had dan de producenten over hoe zijn personage moest worden. Na het scenario meerdere keren te hebben gelezen en met Carpenter te hebben gesproken, stemde hij toe. Ter voorbereiding op de rol begon hij 2 maanden voor de opnames van start gingen al te trainen.
Carpenter had Dennis Dun reeds gezien in Year of the Dragon, en vroeg hem daarom voor de rol van Wang Chi. Pas een paar dagen voor de opnames begonnen stemde Dun toe. Hij voelde zich volgens eigen zeggen vooral aangesproken door het project vanwege de manier waarop de Chinese personages werden neergezet.
De studio stond erop dat Carpenter voor de rol van Gracie Law een rockster zou inhuren, maar Carpenter had zijn zinnen reeds gezet op Kim Cattrall. Zij was destijds vooral bekend van komedies als Porky's en Police Academy.

### Productie
De opnames van de film moesten volgens 20th Century Fox versneld worden afgehandeld om The Golden Child voor te blijven. Dat was een van de belangrijkste redenen dat Carpenter was ingehuurd als regisseur, omdat hij erom bekendstond snel te kunnen werken. Carpenter was zelf bekend met The Golden Child omdat hij door Paramount Pictures was benaderd als regisseur voor die film. De opnames van Big Trouble begonnen in oktober 1985, met een geplande premièredatum in juli 1986; vijf maanden voor The Golden Child/
John Lloyd ontwierp de decors voor de ondergrondse kamers en Chinatown. Veel van de opnames moesten plaatsvinden in een studio, daar de vechtscènes en actiescènes lastig te filmen waren op locatie. Voor de vechtscènes werkte Carpenter samen met choreograaf James Lew.
Carpenter wilde in Big Trouble in Little China het cliché van de meeste martialartsfilms van destijds doorbreken, door de blanke protagonist Jack een stuk klunziger en minder competent te maken dan de Aziatische mensen die hem helpen.
De visuele effecten van de film werden verzorgd door Boss Films. Carpenter was niet geheel tevreden over hun werk, daar ze volgens hem te veel projecten tegelijk voor hun rekening namen. Richard Edlund, directeur van Boss Films, ontkende dat de werkdruk te hoog zou zijn. Volgens hem was Big Trouble een van hun favoriete films om aan te werken. Een van de lastigste effecten in de film was dat van de zwevende oogbal die door Lo Pan als spion wordt gebruikt. De animatron die voor de oogbal werd gebruikt moest door meerdere poppenspelers en tientallen kabels worden aangestuurd.

### Filmmuziek
Carpenter wilde muziek die anders zou zijn dan de stereotiepe muziek voor films met een Aziatisch thema. Zo drong hij aan op het gebruik van synthesizers en rockmuziek. Carpenter componeerde de muziek grotendeels zelf, geholpen door Alan Howarth.
De film omvat de volgende nummers:
1. the Coupe De Villes — "Big Trouble in Little China" 3:13
2. "Pork Chop Express" 3:40
3. "The Alley" 2:00
4. "Here Come the Storms" 2:20
5. "Lo Pan's Domain" 4:30
6. "Escape from Wing Kong" 8:00
7. "Into the Spirit Path" 7:07
8. "The Great Arcade" 10:00
9. "The Final Escape" 4:47
10. the Coupe De Villes — "Big Trouble in Little China" -Reprise- (3:08)